# Scaphochlamys perakensis
Scaphochlamys perakensis là một loài thực vật có hoa trong họ Gừng. Loài này được Henry Nicholas Ridley miêu tả khoa học đầu tiên năm 1907 dưới danh pháp Curcuma lanceolata. Năm 1950, Richard Eric Holttum chuyển nó sang chi Scaphochlamys, nhưng do danh pháp Scaphochlamys lanceolata được chính Holttum dành cho danh pháp Gastrochilus lanceolatus trong cùng công trình năm 1950 khi cũng đồng thời chuyển nó sang chi Scaphochlamys - với lý do là tên gọi lanceolatus của Ridley đã bị chiếm chỗ trước trong Scaphochlamys, nên ông đã tạo ra danh pháp mới (nom. nov.) là Scaphochlamys perakensis cho Curcuma lanceolata của Ridley.

## Mẫu định danh
Mẫu định danh: Curtis C. 2522 do Charles Curtis (1853-1928) thu thập tháng 8 năm 1898 tại Gunong Bujong Malacca (Gunung Bujang Melaka) ở bang Perak. Mẫu holotype lưu giữ tại Vườn Thực vật Singapore (SING).

## Từ nguyên
Tính từ định danh perakensis lấy theo tên bang Perak, nơi mẫu định danh được thu thập.

## Phân bố
Loài này có ở các bang Perak (Gunung Bujang Melaka và Sungai Gepai) và Pahang (Khu bảo tồn rừng Lentang), thuộc Malaysia bán đảo. Nó cũng có trên đảo Sumatra, tại huyện Rokan Hulu, tây bắc tỉnh Riau, Indonesia. Ở Sumatra, loài này mọc trên đá vôi ở cao độ 150 m. Ở bán đảo Mã Lai, nó được tìm thấy trong các khu rừng khộp Dipterocarpaceae) vùng đất thấp và rừng đồi, ở cao độ 160 – 195 m. Nó mọc ở các bờ sông suối có độ dốc thoai thoải.

## Mô tả
Thân rễ bò lan, dày ~5 mm khi khô, mang các lá vảy cách nhau khoảng 1,5 cm; khoảng cách giữa các chồi lá tới 12 cm hoặc hơn. Các chồi lá với thân ngắn, mang 2-3 lá và bẹ bên ngoài chúng, mọc thành búi lá, hình mác gần nhọn, dài 20–45 cm, rộng 6,5–11 cm, hơi bất đối xứng, mặt trên màu xanh lục sẫm, nhẵn nhụi, mặt dưới nhạt màu hơn, với lông áp ép trên gân giữa mặt dưới, đỉnh nhọn nhưng không nhọn thon, đáy thu hẹp dần dần và men xuống; cuống lá dài 10–30 cm, khá thanh mảnh; bẹ dài 10–15 cm; lưỡi bẹ rộng, dài ~5 mm, mỏng. Cụm hoa đầu cành. Cuống cụm hoa dài 7–18 cm, thanh mảnh, có lông mịn khi non và dần nhẵn nhụi khi già. Cành hoa bông thóc hình nón ngược hoặc hình trứng khi non và hình trụ nhiều hay ít khi già, dài 4–8 cm và rộng tới 4 cm. Lá bắc hình trứng-hình mác, xếp lợp chặt ở nửa đáy, đỉnh tỏa rộng – tương tự như ở S. klossii, màu xanh lục đôi khi với rìa màu ánh hồng, dài 2–3 cm, rộng tới 1,4 cm ở gần đáy, thon thành nhọn với đỉnh nhọn đột ngột ngắn, với rìa mỏng và nhăn nhiều rộng 2–3 mm, thưa lông (đặc biệt gần các rìa và đỉnh) khi non, dần nhẵn nhụi khi già; mỗi lá bắc chứa 3-4 hoa. Lá bắc con đầu tiên dài 1,3–2 cm, các lá bắc con khác dài 7 mm. Đài hoa với bầu nhụy dài 1,2 cm; ống đài có thùy dài 6–7 mm. Ống tràng thanh mảnh, dài 2 cm hoặc hơn – nhưng dường như ngắn hơn lá bắc, các thùy thuôn dài, dài 6–8 mm, màu trắng. Nhị lép ngắn hơn thùy tràng hoa, màu trắng, thẳng, có lông tuyến, dường như uốn ngược. Cánh môi từ thuôn dài đến hình trứng ngược, tù, hơi dài hơn thùy tràng hoa, màu trắng với các vạch màu hồng đến đỏ thắm (đôi khi không có) ở gần đáy và ở cả hai bên đường giữa, dải giữa có vệt màu vàng gần đỉnh. Chỉ nhị ngắn, dài bằng nửa bao phấn, có lông tuyến. Bao phấn thẳng, dài 4 mm, các túi phấn với các chóp nhọn, ngắn, rời ở đáy; mào nhỏ, không rộng hơn bao phấn, hình trứng-nhọn, ngắn.